# Mitt hierta nu fast gläder sigh
Mitt hierta nu fast gläder sigh är en parafras på Hannas lovsång ur Bibeln, 1:a Samuelsboken 2:1-10, skriven av Haquin Spegel i tio verser. Melodin är en tysk folkvisa nedtecknad 1533. Den publicerades i Geistliche Lieder, som trycktes av boktryckaren Joseph Klug. Melodin återfinns i 1697 års koralbok som nr 219 Var man må nu väl glädja sig.
Psalmen inleds 1695 med orden:
Mitt hierta nu fast glädher sig
Min siäl i Gudh sigh fröjdar

## Publicerad som
- Nr 304 i 1695 års psalmbok under rubriken "Lof- och Tacksäijelse Psalmer".